# Джаспер (національний парк)
 Національний парк «Джаспер» (англ. Jasper National Park, фр. Parc national de Jasper) — національний парк Канади, заснований в 1907 році, у провінції Альберті. Парк розташований на захід від міста Едмонтон, займає площу 10 878 км2. 
Парк межує з кількома провінційними лісами та Національним парком «Банф» на півдні. Головний комерційний центр парку — місто Джаспер у долині річки Атабаска.
Водяться вапіті (англ. elk), північні олені, лосі, чорнохвостий та білохвостий олені (англ. white-tailed deer), снігові кози (англ. mountain goat), товстороги, грізлі (англ. Grizzly Bear), американські чорні ведмеді, бобри, пискухи (англ. Pikas), сиві бабаки (англ. Hoary Marmot), пуми та росомахи.
В парку знаходиться декілька туристичних зон:
- Гора Едіт Кавел (англ. Mount Edith Cavell) 3 363 м над рівнем моря.
- Гора Пірамід (англ. Pyramid Mountain)  2 766 м над рівнем моря.
- Озеро Малін (англ. Maligne Lake) площею 19,71 км2.
- Озеро Медисин (англ. Medicine Lake)
- Долина Тонквин (англ. Tonquin Valley)
- Лижний парк Мармот Бейсін (англ. Marmot Basin)
- Льодовик Атабаска (англ. Athabasca Glacier)
- Водоспад Атабаска (англ. Athabasca Falls)

Через парк протікає три річки:
- Атабаска
- Саскачеван
- Смокі

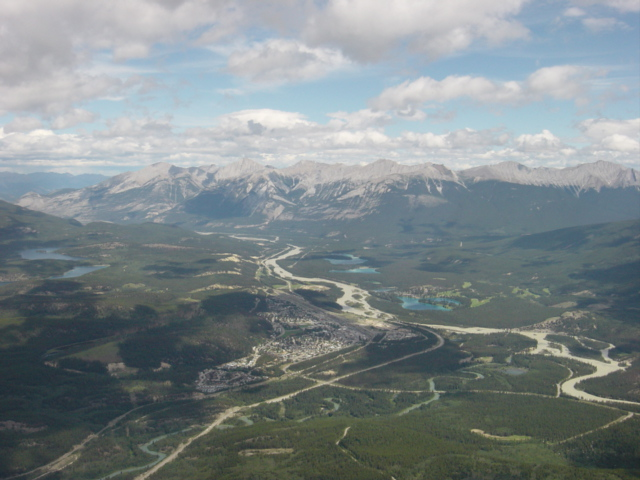
Вигляд Гори Вислерс
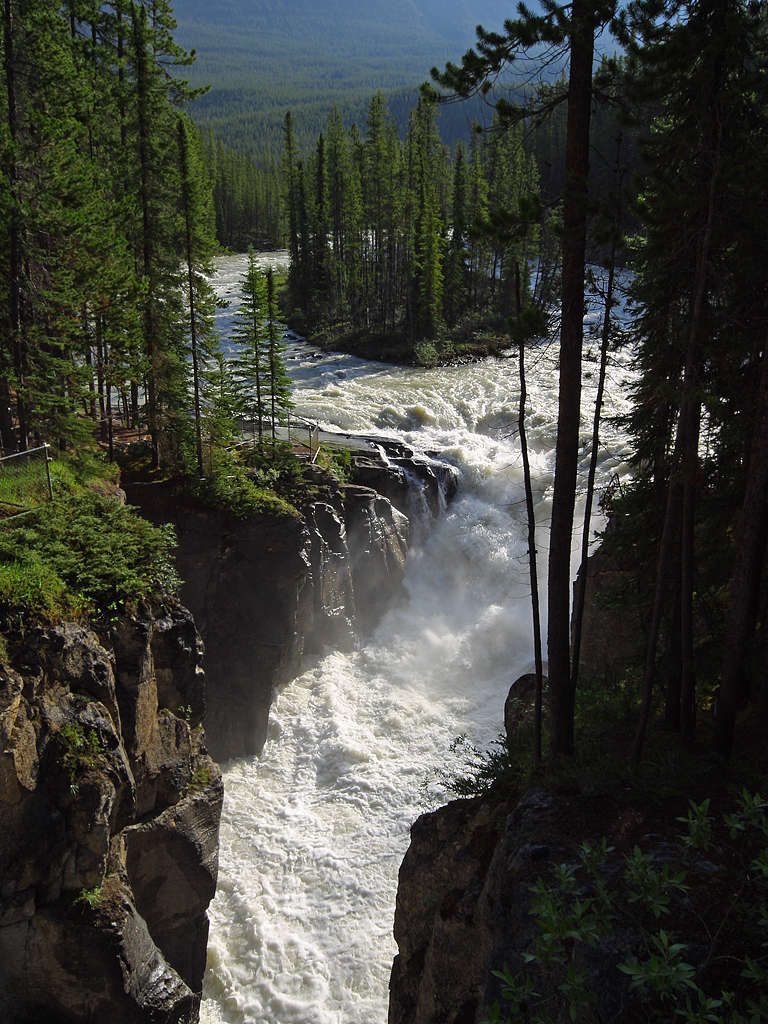
Водоспад Санвапта (англ. Sunwapta Falls)
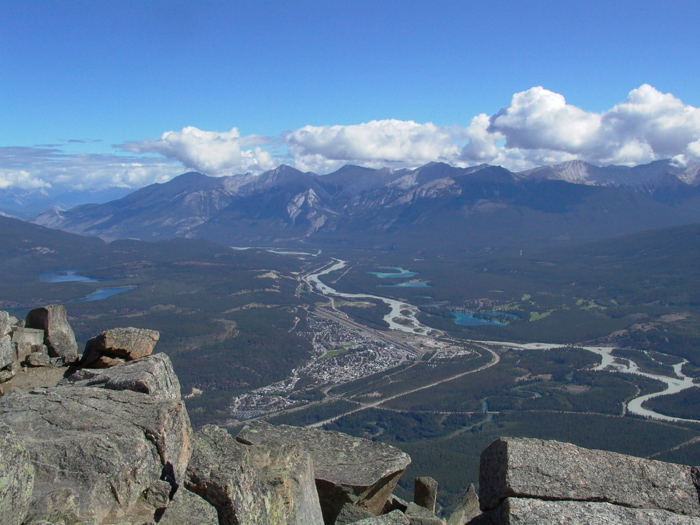
Джаспер із Гори Вислерс
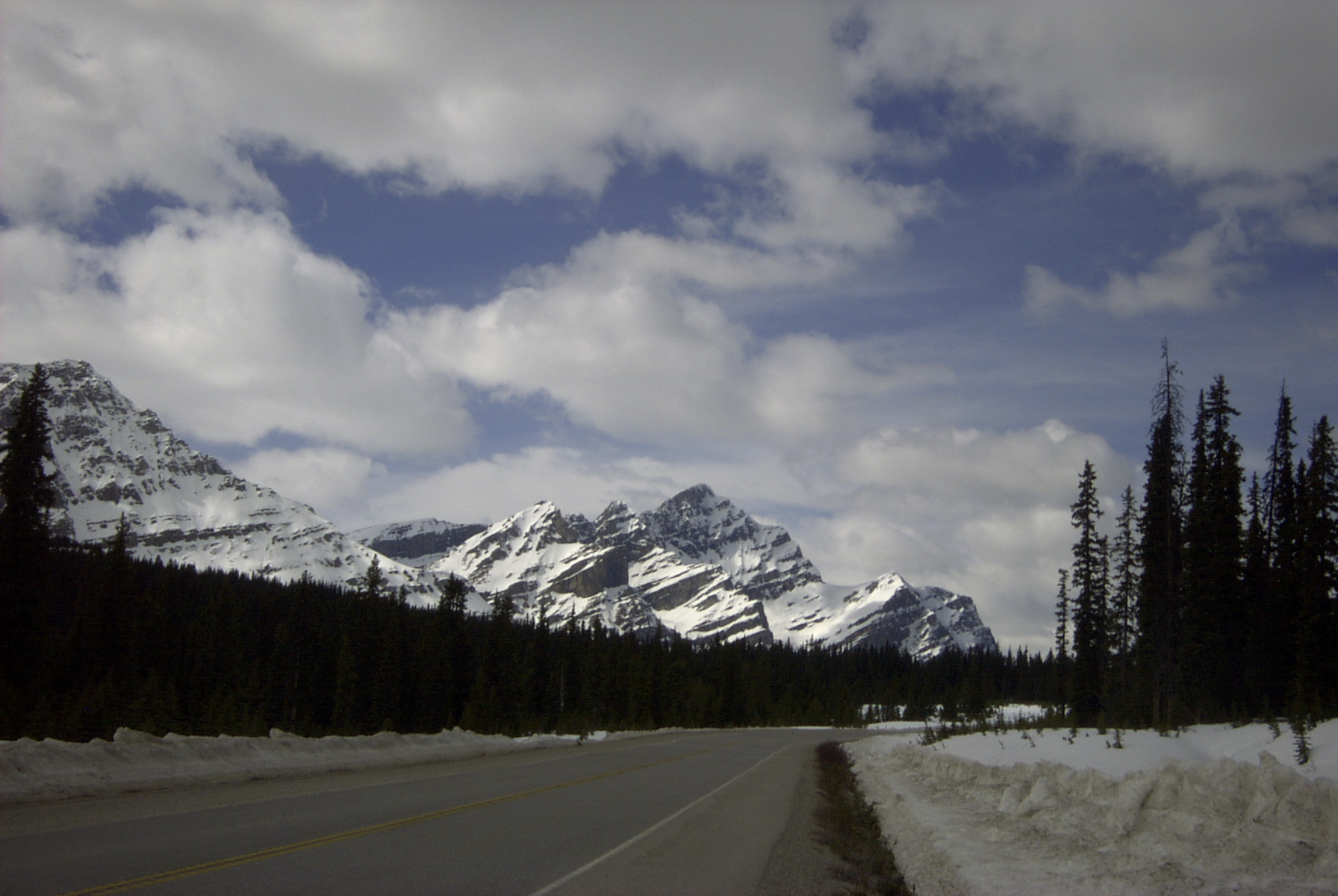
Айсфілдс Парквей
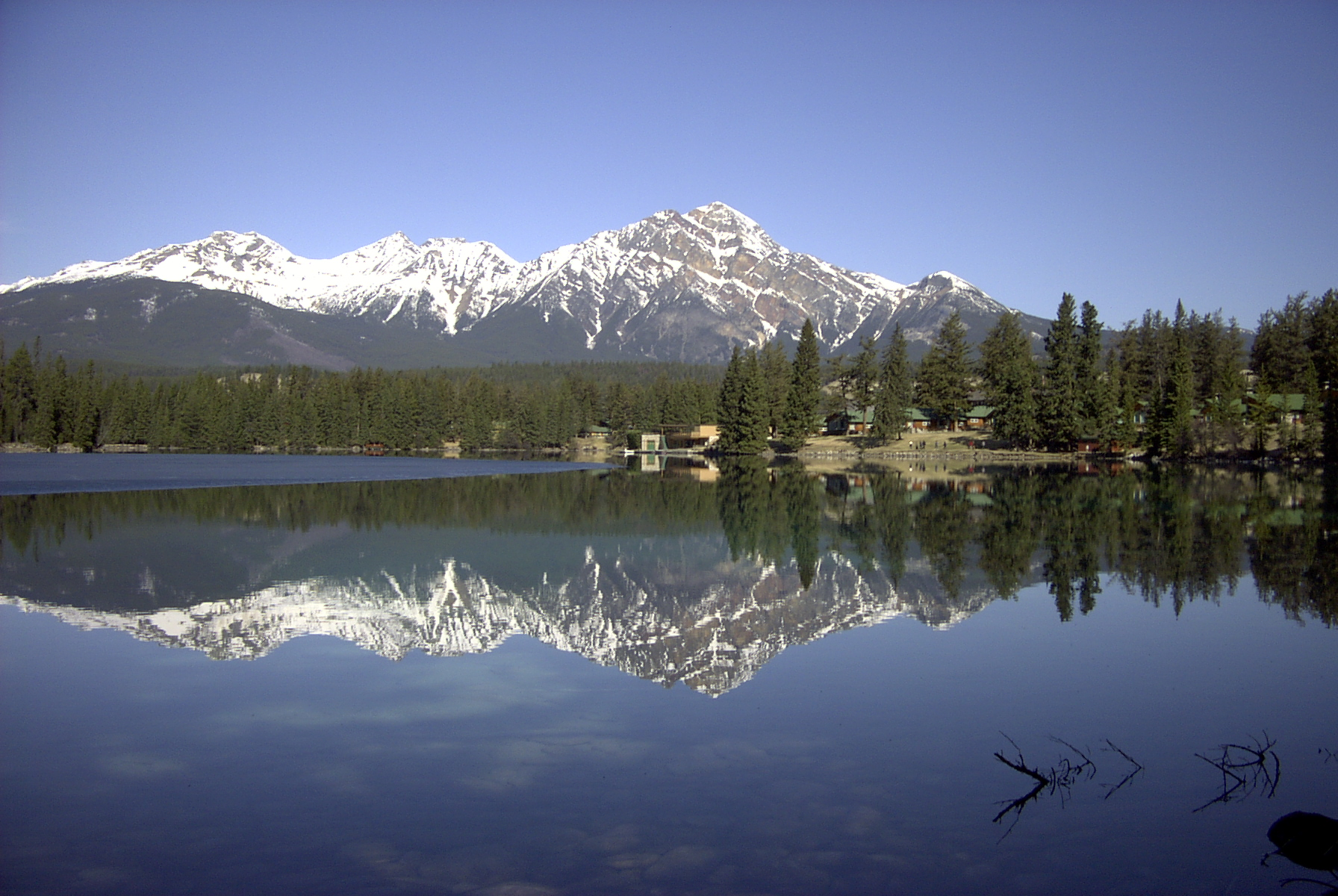
Озеро Боверт і Джаспер Парк Лодж на березі
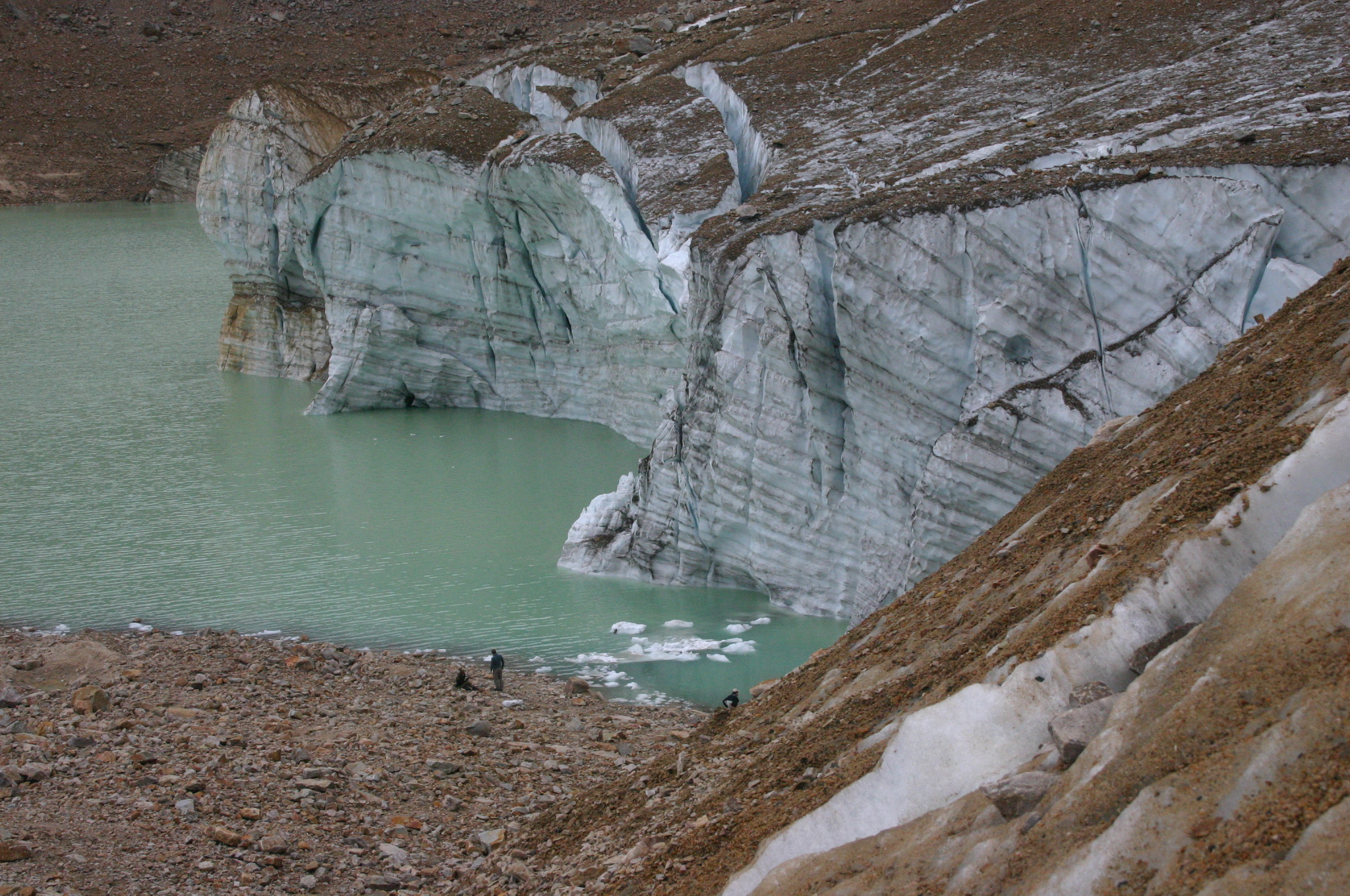
Льодовик Кавел у підніжжі гори Едіт Кавел
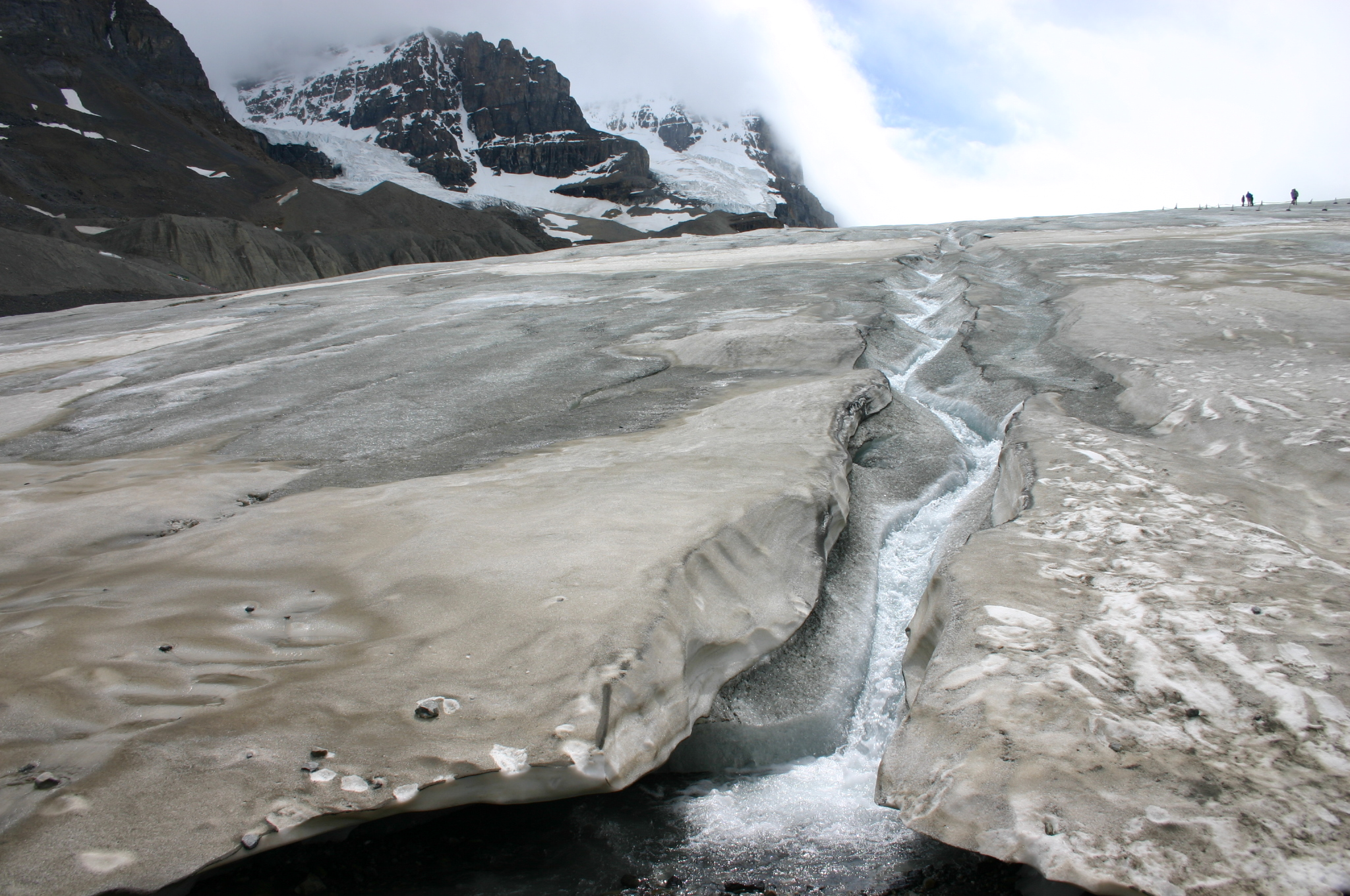
Льодовик Атабаска